# 유럽평화기금

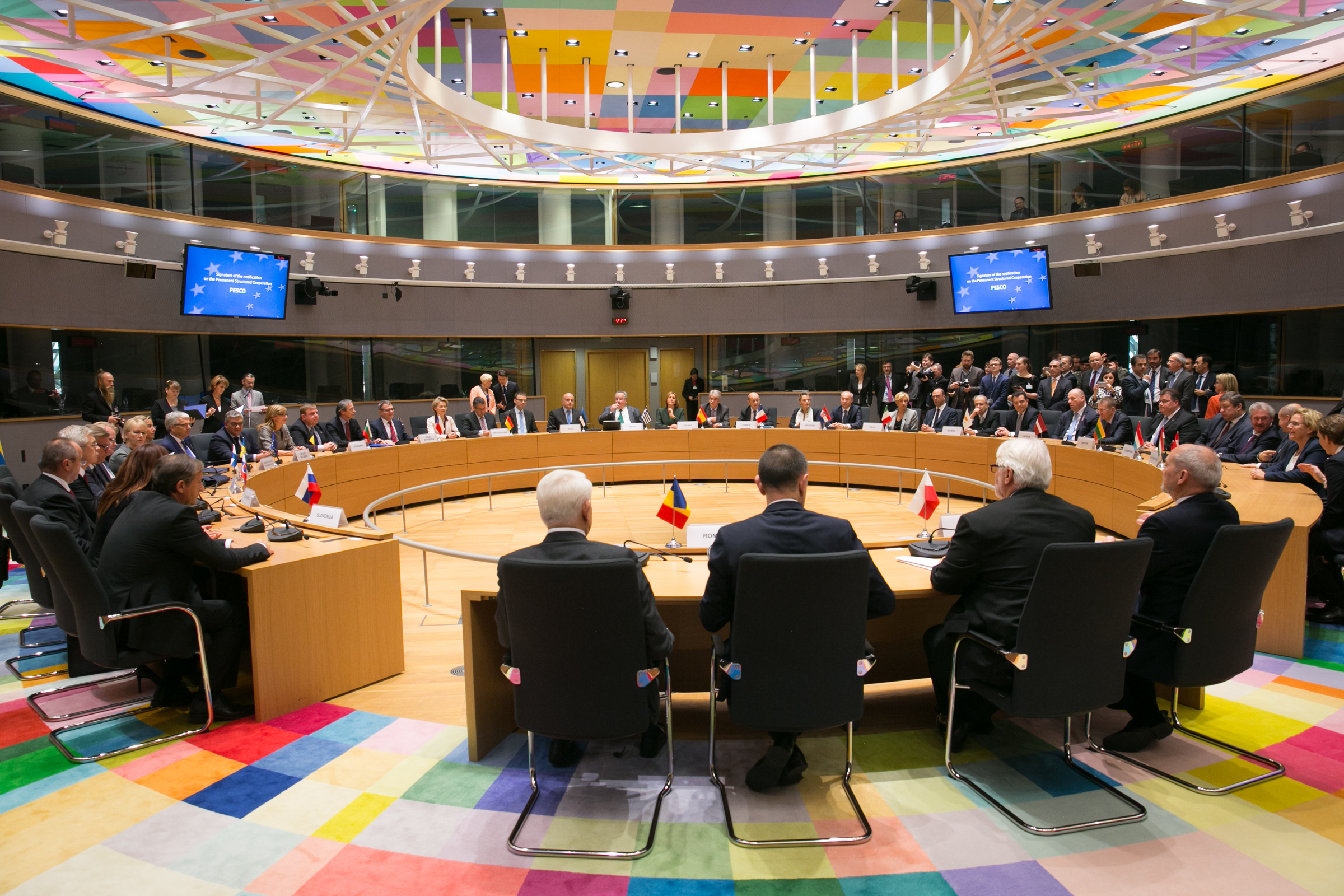
회원국의 외무장관들이 참석하는 EU 외교이사회 회의. 이사회 의장은 호세프 보렐이다.

유럽평화기금(European Peace Facility, EPF)은 유럽 연합의 정규 예산이 아니라 별도 기금이다. 국민총소득 비율에 따라 각 회원국의 기여로 마련된 특별 기금이다.

## 역사
2021년 2월 22일, 앤터니 블링컨 미 국무장관은 호세프 보렐 EU 외교안보정책 고위대표의 초청으로 EU 27개 회원국 외교안보 장관들의 협의체인 외교이사회(FAC) 화상 회의에 참석했다.
2021년 3월, 역내 분쟁 방지, 국제 안보 강화를 목적으로 EU가 예산 외 수단으로 유럽평화기금을 조성했다.
EU는 7년 단위로 책정하는 중기예산을 군사 작전 기금으로 쓰는 것을 금지한다. 다만 2021~2027년 EPF 기금 57억유로(약 7조8000억원)는 예외다. 그러나 EPF 기금은 2022년 2월부터 이어지고 있는 우크라이나 전쟁으로 기금의 86%가 소진된 상태로, 2022년 12월 현재 8억유로가 남아 있다.
2022년 12월 12일, EU 외교장관이사회(en:Foreign Affairs Council)는 유럽평화기금(EPF)의 2023년 재정 상한선을 20억유로(약 2조7600억원)로 늘리기로 결정했다. 유럽연합(EU)이 우크라이나에 무기를 지속적으로 지원하기 위해서다.
회원국이 동의할 경우, 금액은 2027년 연간 55억유로로 증가할 수 있다.